# Saltos ornamentais nos Jogos Olímpicos de Verão de 2008 - Trampolim 3 m sincronizado masculino
A competição do trampolim de 3 m sincronizado masculino dos saltos ornamentais nos Jogos Olímpicos de Verão de 2008 foi realizada no dia 13 de agosto no Centro Aquático Nacional de Pequim.

## Calendário
| Agosto                        | Agosto | 6 | 7 | 8 | 9 | 10 | 11 | 12 | 13 | 14 | 15 | 16 | 17 | 18 | 19 | 20 | 21 | 22 | 23 | 24 |
| ----------------------------- | ------ | - | - | - | - | -- | -- | -- | -- | -- | -- | -- | -- | -- | -- | -- | -- | -- | -- | -- |
| Trampolim 3 m sinc. masculino |        |   |   |   |   |    |    |    | F  |    |    |    |    |    |    |    |    |    |    |    |

|  | Dia de final |

## Medalhistas
| Ouro   | CHN Wang Feng e Qin Kai             |
| Prata  | RUS Dmitri Sautin e Yuriy Kunakov   |
| Bronze | UKR Illya Kvasha e Oleksiy Prygorov |

## Resultados
Esses foram os resultados finais dos saltos ornamentais:
| Posição | Atletas                                 | Saltos | Saltos | Saltos | Saltos | Saltos | Saltos | Total  |
| Posição | Atletas                                 | 1      | 2      | 3      | 4      | 5      | 6      | Total  |
| ------- | --------------------------------------- | ------ | ------ | ------ | ------ | ------ | ------ | ------ |
|         | CHN Wang Feng e Qin Kai                 | 57,60  | 55,80  | 83,70  | 89,76  | 87,72  | 94,50  | 469,08 |
|         | RUS Dmitri Sautin e Yuriy Kunakov       | 54,60  | 52,20  | 80,10  | 79,56  | 67,32  | 88,20  | 421,98 |
|         | UKR Illya Kvasha e Oleksiy Prygorov     | 51,00  | 43,20  | 79,56  | 78,54  | 84,00  | 78,75  | 415,05 |
| 4       | USA Chris Colwill e Jevon Tarantino     | 51,00  | 50,40  | 76,26  | 72,42  | 85,05  | 75,60  | 410,73 |
| 5       | CAN Alexandre Despatie e Arturo Miranda | 53,40  | 49,80  | 77,40  | 71,61  | 77,52  | 79,56  | 409,29 |
| 6       | GER Pavlo Rozenberg e Sascha Klein      | 50,40  | 52,20  | 73,44  | 76,65  | 76,65  | 73,50  | 402,84 |
| 7       | GBR Nick Robinson-Baker e Ben Swain     | 51,00  | 49,20  | 76,26  | 67,50  | 81,90  | 76,50  | 402,36 |
| 8       | AUS Scott Robertson e Robert Newbery    | 50,40  | 51,60  | 56,73  | 82,62  | 77,70  | 74,55  | 393,80 |